# هیتی‌ها در کتاب مقدس
هیتی‌ها در کتاب مقدس (בני-חת) که هتی‌ها نیز نوشته می‌شوند، گروهی از مردم بوده‌اند که در کتاب مقدس عبری ذکر شده‌است. تحت نام بنی‌حت («فرزندان هث»)، که خود پسر کنعان نام برده شده‌اند.
از آنها همچنین با نام هتی و «بومی هث» و به‌عنوان ساکن در کنعان یا نزدیک آن، مابین زمان ابراهیم که تخمین زده می‌شود یعنی بین ۲۰۰۰ قبل از میلاد تا ۱۵۰۰ قبل از میلاد و تا زمان عزرا یعنی پس از بازگشت یهودیان از تبعید بابل (حدود ۴۵۰ قبل از میلاد) شناخته شده‌اند.
در اواخر قرن نوزدهم، از دید بسیاری، هیتی‌های کتاب مقدس با امپراتوری «هندواروپایی‌زبان» تازه کشف‌شده در آناتولی، که یک قدرت منطقه‌ای بزرگ در بیشتر هزاره دوم پیش از میلاد بود، و بتازگی شناسایی شدند و هیتی‌ها نام داشتند، یکی شناخته شد.